# Puchar Sześciu Narodów U-20 2018
Puchar Sześciu Narodów U-20 2018 – jedenasta edycja Pucharu Sześciu Narodów U-20, międzynarodowych rozgrywek w rugby union dla reprezentacji narodowych do lat dwudziestu. Zawody odbyły się w dniach 2 lutego – 16 marca 2018 roku, a zwyciężyła w nich reprezentacja Francji.

## Mecze
| 2 lutego 201819:00 | Włochy U-20                                  | 17:27 | Anglia U-20                                                                              | Stadio Enzo Bearzot, Gorycja Sędzia: Ludovic Cayre |
| 2 lutego 201819:00 | Antonio Rizzi 5 (pd K) Matteo Luccardi 5 (P) | 17:27 | Ben Earl 5 (P) Ben Loader 5 (P) Ben White 5 (P) James Grayson 7 (2pd K) Tom Parton 5 (P) | Stadio Enzo Bearzot, Gorycja Sędzia: Ludovic Cayre |

| 2 lutego 201820:15 | Walia U-20                                                                                         | 36:3 | Szkocja U-20         | Eirias Stadium, Colwyn Bay Sędzia: Frank Murphy |
| 2 lutego 201820:15 | Cai Evans 11 (4pd K) Corey Baldwin 10 (2P) Dan Davies 5 (P) Harri Morgan 5 (P) Joe Goodchild 5 (P) | 36:3 | Paddy Dewhirst 3 (K) | Eirias Stadium, Colwyn Bay Sędzia: Frank Murphy |

| 2 lutego 201821:00 | Francja U-20                                                                                                  | 34:24 | Irlandia U-20                                                   | Stade Chaban-Delmas, Bordeaux Sędzia: Christophe Ridley |
| 2 lutego 201821:00 | Demba Bamba 5 (P) Ibrahim Diallo 5 (P) Jules Gimbert 5 (P) Louis Carbonel 2 (pd) Romain Ntamack 17 (2P 2pd K) | 34:24 | Harry Byrne 7 (2pd K) James McCarthy 5 (P) Johnny Stewart 5 (P) | Stade Chaban-Delmas, Bordeaux Sędzia: Christophe Ridley |

| 9 lutego 201819:15 | Irlandia U-20 | 38:34 | Włochy U-20 | Donnybrook Stadium, Dublin Sędzia: Dan Jones |
| 9 lutego 201819:15 | Cormac Daly 5 (P) Harry Byrne 8 (4pd) Hugh O’Sullivan 5 (P) Jack Aungier 5 (P) James McCarthy 10 (2P) Peter Sullivan 5 (P) | 38:34 | Antonio Rizzi 14 (P 3pd K) Damiano Mazza 5 (P) Edoardo Iachizzi 5 (P) Niccolò Cannone 5 (P) Tommaso Coppo 5 (P) | Donnybrook Stadium, Dublin Sędzia: Dan Jones |

| 9 lutego 201819:45 | Anglia U-20 | 37:12 | Walia U-20                                         | Kingston Park, Newcastle upon Tyne Sędzia: Sean Gallagher |
| 9 lutego 201819:45 | Aaron Hinkley 5 (P) Ben White 5 (P) Cameron Redpath 5 (P) Gabriel Ibitoye 5 (P) James Grayson 12 (3pd 2K) Jordan Olowofela 5 (P) | 37:12 | Cai Evans 2 (pd) Harri Morgan 5 (P) Rio Dyer 5 (P) | Kingston Park, Newcastle upon Tyne Sędzia: Sean Gallagher |

| 9 lutego 201819:45 | Szkocja U-20                            | 19:69 | Francja U-20 | Broadwood Stadium, Cumbernauld Sędzia: Karl Dickson |
| 9 lutego 201819:45 | Guy Graham 10 (2P) Ross Thompson 2 (pd) | 19:69 | Adrien Seguret 15 (3P) Baptiste Heguy 5 (P) Louis Carbonel 9 (P 2pd) Lucas Tauzin 5 (P) Maxence Lemardelet 5 (P) Maxime Lamothe 5 (P) Pierre Boudehent 5 (P) Romain Ntamack 20 (7pd 2K) | Broadwood Stadium, Cumbernauld Sędzia: Karl Dickson |

| 23 lutego 201818:45 | Francja U-20 | 78:12 | Włochy U-20                                                       | Stade Jean Laville, Gueugnon Sędzia: Sean Gallagher |
| 23 lutego 201818:45 | Adrien Seguret 10 (2P) Antonin Berruyer 5 (P) Gervais Cordin 10 (2P) Iban Etcheverry 15 (3P) Jean-Baptiste Gros 5 (P) Jules Gimbert 8 (4pd) Julien Delbouis 5 (P) Louis Carbonel 15 (P 5pd) Lucas Peyresblanques 5 (P) | 78:12 | Antonio Rizzi 2 (pd) Edoardo Iachizzi 5 (P) Simone Cornelli 5 (P) | Stade Jean Laville, Gueugnon Sędzia: Sean Gallagher |

| 23 lutego 201819:15 | Irlandia U-20                                                                           | 38:41 | Walia U-20 | Donnybrook Stadium, Dublin Sędzia: Sam Grove-White |
| 23 lutego 201819:15 | Harry Byrne 13 (5pd K) Jack O’Sullivan 10 (2P) Johnny Stewart 5 (P) Tommy O’Brien 5 (P) | 38:41 | Cai Evans 11 (4pd K) Callum Carson 5 (P) James Botham 10 (2P) Tommy Reffell 5 (P) Tommy Rogers 5 (P) Max Williams 5 (P) | Donnybrook Stadium, Dublin Sędzia: Sam Grove-White |

| 23 lutego 201819:30 | Szkocja U-20                                                      | 24:17 | Anglia U-20                                  | Myreside Stadium, Edynburg Sędzia: Craig Evans |
| 23 lutego 201819:30 | Ewan Johnson 5 (P) Finlay Richardson 10 (2P) Ross Thompson 2 (pd) | 24:17 | Tom Hardwick 12 (P 2pd K) Tom Seabrook 5 (P) | Myreside Stadium, Edynburg Sędzia: Craig Evans |

| 9 marca 201819:15 | Irlandia U-20                                                                            | 30:25 | Szkocja U-20                                                                      | Donnybrook Stadium, Dublin Sędzia: Ludovic Cayre |
| 9 marca 201819:15 | Harry Byrne 10 (2pd 2K) Jack O’Sullivan 10 (2P) Matthew Agnew 5 (P) Matthew Dalton 5 (P) | 30:25 | Kyle Rowe 5 (P) Martin Hughes 5 (P) Nathan McBeth 5 (P) Ross Thompson 10 (2pd 2K) | Donnybrook Stadium, Dublin Sędzia: Ludovic Cayre |

| 9 marca 201819:15 | Walia U-20                          | 7:18 | Włochy U-20                                                               | Eirias Stadium, Colwyn Bay Sędzia: Mike Adamson |
| 9 marca 201819:15 | Cai Evans 2 (pd) Tommy Rogers 5 (P) | 7:18 | Antonio Rizzi 8 (pd 2K) Matteo Luccardi 5 (P) Michele Mancini Parri 5 (P) | Eirias Stadium, Colwyn Bay Sędzia: Mike Adamson |

| 9 marca 201821:00 | Francja U-20          | 6:22 | Anglia U-20                                   | Stade de la Méditerranée, Béziers Sędzia: Frank Murphy |
| 9 marca 201821:00 | Romain Ntamack 6 (2K) | 6:22 | Cameron Redpath 5 (P) Tom Hardwick 17 (pd 5K) | Stade de la Méditerranée, Béziers Sędzia: Frank Murphy |

| 16 marca 201815:00 | Włochy U-20 | 45:31 | Szkocja U-20                                                                                | Stadio della Vittoria, Bari Sędzia: Dan Jones |
| 16 marca 201815:00 | Albert Batista 5 (P) Alessandro Forcucci 10 (2P) Alessandro Fusco 5 (P) Antonio Rizzi 10 (5pd) Danilo Fischetti 5 (P) Matteo Luccardi 5 (P) Michele Lamaro 5 (P) | 45:31 | Logan Trotter 5 (P) Paddy Dewhirst 10 (2P) Ross Thompson 11 (4pd K) Stafford McDowall 5 (P) | Stadio della Vittoria, Bari Sędzia: Dan Jones |

| 16 marca 201820:00 | Anglia U-20 | 48:15 | Irlandia U-20                                             | Ricoh Arena, Coventry Sędzia: Pierre Brousset |
| 16 marca 201820:00 | Ben Earl 5 (P) Ben Loader 5 (P) Ben White 5 (P) Fraser Dingwall 5 (P) Gabriel Ibitoye 5 (P) Joe Heyes 5 (P) Josh Basham 5 (P) Tom Hardwick 13 (5pd K) | 48:15 | Harry Byrne 5 (pd K) James Hume 5 (P) Tommy O’Brien 5 (P) | Ricoh Arena, Coventry Sędzia: Pierre Brousset |

| 16 marca 201820:15 | Walia U-20      | 3:24 | Francja U-20                                                                         | Eirias Stadium, Colwyn Bay Sędzia: Karl Dickson |
| 16 marca 201820:15 | Cai Evans 3 (K) | 3:24 | Cameron Woki 5 (P) Clement Laporte 5 (P) Jules Gimbert 5 (P) Romain Ntamack 7 (P pd) | Eirias Stadium, Colwyn Bay Sędzia: Karl Dickson |